# Bridge Airlines
Bridge Airlines es una aerolínea con base en Liberia.

## Códigos
- Código ICAO: BGE (no es el actual)
- Callsign: BRIDGE AIR (no es el actual)

- Datos: Q527192